# تکبر تاریخی
تکبر تاریخی یا نخوت زمانی استدلالی است مبنی بر این که تفکر، هنر یا علم دوران‌های پیشین ذاتاً پایین تر از زمان حال است، صرفاً به دلیل اولویت زمانی آن؛ یا به خاطر آنکه تمدن پیشرفت کرده است، مردم دوره های قبل از هوش کمتری برخوردار بودند. این اصطلاح توسط سی‌اس لوئیس و اوون بارفیلد ابداع شد و اولین بار توسط لوئیس در اثر زندگی‌نامه‌ای خود در سال 1955، شگفت‌زده از شادی ، به آن اشاره شد. تکبر تاریخی نوعی توسل به تازگی است.

## همچنین ببینید
- انحطاط
- مغالطه ژنتیکی
- اسطوره پیشرفت